# ロシア連邦道路A360
ロシア連邦道路A360（ロシアれんぽうどうろA360、ロシア語: Федера́льная автомоби́льная доро́га А360 «Лена» 、 2017年12月31日まではロシア連邦道路M56）または連邦道路「レナ」は、ロシア連邦のスコボロディノとヤクーツクを結ぶロシア連邦道路である。途中おもな都市、ティンダ、チュリマン、トンモトを経由する。総距離は1,860kmで、アムール州での金・ダイヤモンドの発見に連れて道路が徐々に作られて、正式には1925年から1964年にかけて段階的に建設された。
ロシア連邦道路A360はシベリア横断鉄道上のスコボロディノの町の近くで、ロシア連邦道路R297「アムール」から立体交差でスタートして、アムール・ヤクーツク鉄道と並行している。終点はレナ川左岸のヤクーツクの対岸のニジュニー・ベスチャで、レナ川には橋がなくて、船で渡ることになるが、冬季（12月～4月）には凍った川を車で渡ることができる。
ヤクーツクの町の40キロメートル南（上流）で3キロメートルの橋を作る計画はある。2014年に560億ルーブルの予算措置（2014年～2020年の公示）を要求しているが、ケルチ海峡の橋が優先されて、工事は始まっていない。
ニジュニー・ベスチャからはロシア連邦道路R504「コルィマ」（旧称：ロシア連邦道路M53の続き）が太平洋岸のマガダンまで出ている。

## 参照項目
- ロシア連邦道路R297（チタ～ハバロフスク）
- ロシア連邦道路R504（ヤクーツクの隣りのニジュニー・ベスチャ～マガダン）
- アムール・ヤクーツク鉄道